# 埃米·史密斯
埃米·史密斯（英語：Amy Smith，1987年7月24日—），英国女子游泳运动员。她曾代表英格兰参加2010年和2014年英联邦运动会游泳比赛，获得三枚银牌。她也曾参加2012年夏季奥林匹克运动会。